# Domowe przedszkole
Domowe przedszkole – program dla dzieci nadawany w TVP1 w latach 80. i 90. Emitowany był od poniedziałku do piątku. 21 czerwca 2000 roku program został zdjęty z anteny z powodu zbyt niskiej oglądalności. Po ponad sześciu latach nieobecności został wznowiony, lecz utrzymał się na antenie niewiele ponad rok. Czołówkową piosenkę programu Domowe przedszkole w pierwszej wersji śpiewał Piotr Szewczyk, a w drugiej Ewelina Aleksiewicz i Fasolki.
Bohaterem programu był wesoły krasnal Hałabała oraz cztery przedszkolanki jako prowadzące. Krasnal Hałabała przybliżał małym widzom nieznane im miejsca oraz mieszkających w nich ludzi i panujące tam zwyczaje. Dzieci mogły m.in. czytać książki, poznawać tajniki matematyki, uczyć się dobrego wychowania itp.
Oprócz wymienionego powyżej powstał program – Bajki Domowego Przedszkola, który był emitowany w latach 1996–1997 w Wieczorynce na antenie TVP1.

## Domowe Przedszkolew latach 2006–2007
Domowe Przedszkole w nowej odsłonie emitowane było od 4 października 2006 do 18 grudnia 2007 roku. W pierwszym sezonie emisja odbywała się we wtorki i w czwartki, a w drugim już tylko we wtorki. Zrealizowano 89 odcinków. Obok znanego z poprzednich lat krasnala Hałabały, nową maskotką programu była Myszka Franciszka. Twórcą programu była Regina Sawicka, a prowadzącymi Barbara Mazur, Katarzyna Grodzka, Jolanta Rychel, Sylwia Ciesielska-Kozarzeska i Tomasz Mazurek. Od 18 lutego 2014 roku program jest powtarzany na kanale TVP ABC.

### Spis odcinków
| Nr                  | Data premiery | Tytuł                                                         |
| ------------------- | ------------- | ------------------------------------------------------------- |
| SEZON I – 2006/2007 |               |                                                               |
| 1 (1)               | 03.10.2006    | Witamy Domowe Przedszkolaki                                   |
| 2 (2)               | 05.10.2006    | Przyszła jesień                                               |
| 3 (3)               | 10.10.2006    | Poznaję siebie – jaki jestem                                  |
| 4 (4)               | 12.10.2006    | W warzywnym ogrodzie                                          |
| 5 (5)               | 17.10.2006    | Spotkanie z Elemelkiem, czyli wykopki i jesienne prace na wsi |
| 6 (6)               | 19.10.2006    | Wyprawa do krainy fantazji                                    |
| 7 (7)               | 24.10.2006    | Co mówią znaki?                                               |
| 8 (8)               | 26.10.2006    | Rodzina ważna rzecz                                           |
| 9 (9)               | 31.10.2006    | Jesienne wspomnienie                                          |
| 10 (10)             | 02.11.2006    | Listopad – liściopad                                          |
| 11 (11)             | 07.11.2006    | Kto odlatuje, kto zostaje?                                    |
| 12 (12)             | 09.11.2006    | Chorągiewki łopoczą na wietrze                                |
| 13 (13)             | 14.11.2006    | Pod parasolem                                                 |
| 14 (14)             | 16.11.2006    | Znajomi z książeczek – Hałabała                               |
| 15 (15)             | 21.11.2006    | Skrzatek Gagatek szuka mieszkania – przygotowania do zimy     |
| 16 (16)             | 23.11.2006    | Misie, miśki i niedźwiedzie                                   |
| 17 (17)             | 28.11.2006    | Tradycje i zwyczaje polskie – Andrzejki                       |
| 18 (18)             | 30.11.2006    | Bajka o Małgosi, co się niczego nie bała                      |
| 19 (21)             | 05.12.2006    | Detektyw Pozytywka                                            |
| 20 (20)             | 07.12.2006    | W krainie Nigdy – Nigdy                                       |
| 21 (19)             | 12.12.2006    | Gwiazdy i gwiazdeczki                                         |
| 22 (22)             | 14.12.2006    | Winda i schody                                                |
| 23 (23)             | 19.12.2006    | Leśna choinka                                                 |
| 24 (24)             | 21.12.2006    | Polski roczek                                                 |
| 25 (25)             | 26.12.2006    | O młynarzu Sylwestrze                                         |
| 26 (26)             | 02.01.2007    | Gawronek poznaje zimę                                         |
| 27 (27)             | 04.01.2007    | Spotkał katar Katarzynę – pij mleko przedszkolaku             |
| 28 (28)             | 09.01.2007    | Komu jest potrzebna cisza?                                    |
| 29 (29)             | 11.01.2007    | Kolory zimy                                                   |
| 30 (30)             | 16.01.2007    | Kacperiada – Uszy na sprzedaż                                 |
| 31 (31)             | 18.01.2007    | Moja babcia, mój dziadek                                      |
| 32 (32)             | 23.01.2007    | Karnawałowe tańce                                             |
| 33 (33)             | 25.01.2007    | Poproszę o kilo soku                                          |
| 34 (34)             | 30.01.2007    | Kolędnicy, przebierańcy                                       |
| 35 (35)             | 01.02 2007    | Bałagan – wielkie porządki                                    |
| 36 (36)             | 06.02.2007    | Baśniowe podróże – Bazyliszek                                 |
| 37 (37)             | 08.02.2007    | Pimpuś – mały piesek                                          |
| 38 (38)             | 13.02.2007    | Nasze ręce                                                    |
| 39 (39)             | 15.02.2007    | Zapusty                                                       |
| 40 (40)             | 20.02.2007    | Baba Jaga u dentysty                                          |
| 41 (41)             | 22.02.2007    | Sporty zimowe                                                 |
| 42 (42)             | 27.02.2007    | Zabawy z kołem                                                |
| 43 (43)             | 01.03.2007    | W marcu jak w garncu                                          |
| 44 (44)             | 06.03.2007    | Pstryczek – elektryczek                                       |
| 45 (45)             | 08.03.2007    | Rosnąć jak na drożdżach                                       |
| 46 (47)             | 15.03.2007    | Teatrzyk w kuchni                                             |
| 47 (48)             | 20.03.2007    | Marzanka – zimy koleżanka                                     |
| 48 (49)             | 22.03.2007    | Skąd się bierze woda w kranie                                 |
| 49 (50)             | 27.03.2007    | Wędrówki pędzla i ołówka                                      |
| 50 (51)             | 29.03.2007    | Bociany przyleciały                                           |
| 51 (52)             | 03.04.2007    | Świąteczne życzenia                                           |
| 52 (53)             | 05.04.2007    | Świąteczne zwyczaje – Wielkanoc                               |
| 53 (54)             | 10.04.2007    | Bohaterowie książeczek – Koszałek Opałek                      |
| 54 (46)             | 12.04.2007    | Jak podróżujemy                                               |
| 55 (56)             | 17.04.2007    | W królestwie guzików                                          |
| 56 (57)             | 19.04.2007    | Zguba Michałka                                                |
| 57 (58)             | 24.04.2007    | Skrzaty z Planety Gnu                                         |
| 58 (59)             | 26.04.2007    | Kolorowa piłka                                                |
| 59 (60)             | 01.05.2007    | Wiosenne nowalijki                                            |
| 60 (61)             | 03.05.2007    | Odwiedziny u króla                                            |
| 61 (62)             | 08.05.2007    | Gburek                                                        |
| 62 (63)             | 10.05.2007    | Okiem owada                                                   |
| 63 (64)             | 15.05.2007    | Poznajemy morskie głębiny – wyprawa batyskafem                |
| 64 (65)             | 17.05.2007    | Co słychać na wsi?                                            |
| 65 (66)             | 22.05.2007    | Nasza Ziemia                                                  |
| 66 (67)             | 24.05.2007    | Dzwonki i dzwoneczki                                          |
| 67 (68)             | 29.05.2007    | Pawie pióro                                                   |
| 68 (69)             | 31.05.2007    | Niespodzianki dla dzieci                                      |
| 69 (70)             | 05.06.2007    | Krawiec Niteczka. Skąd się biorą ubrania?                     |
| 70 (71)             | 12.06.2007    | W Łowiczu                                                     |
| 71 (72)             | 14.06.2007    | Kozy i koziołki                                               |
| 72 (73)             | 19.06.2007    | Toruń pachnący piernikami                                     |
| 73 (74)             | 21.06.2007    | Wakacje, wakacje!                                             |
| SEZON II – 2007     |               |                                                               |
| 74 (75)             | 04.09.2007    | Spacerkiem po Warszawie                                       |
| 75 (76)             | 11.09.2007    | Wracamy z wakacji                                             |
| 76 (77)             | 18.09.2007    | Inżynier pająk                                                |
| 77 (78)             | 25.09.2007    | Pali się                                                      |
| 78 (79)             | 02.10.2007    | Co można wykopać z ziemi. Kamienie i kamyczki                 |
| 79 (80)             | 09.10.2007    | Spotkanie z komputerem. Wieloryb                              |
| 80 (81)             | 16.10.2007    | Okulary                                                       |
| 81 (82)             | 23.10.2007    | O smoku Kruszynce                                             |
| 82 (83)             | 30.10.2007    | W świecie lalek                                               |
| 83 (84)             | 06.11.2007    | Ruch to zdrowie                                               |
| 84 (85)             | 13.11.2007    | Zabawy z wiatrem                                              |
| 85 (86)             | 20.11.2007    | Ptaki                                                         |
| 86 (87)             | 27.11.2007    | Mieszkanie Króla                                              |
| 87 (88)             | 04.12.2007    | Jak to z węglem było                                          |
| 88 (89)             | 11.12.2007    | Koty duże i małe                                              |
| 89 (90)             | 18.12.2007    | Podróż w czasie                                               |

### W Internecie
Wybrane odcinki Domowego przedszkola są dostępne w serwisie TVP.PL. Są to odcinki 7 oraz od 15, oprócz 16, 22, 23, 32, 35, 39, 42, 70, 74 i 87.